# مسکو کاوری
مسکو کاوری (به تامیلی: Moscowin Kavery) و (به انگلیسی: Moscow's Kaveri) فیلمی هندی محصول سال ۲۰۱۰ و به کارگردانی راوی وارمان است. در این فیلم بازیگرانی همچون راهول راویندران، سامانتا روت پرابو و سانتانام ایفای نقش کرده‌اند.